# Theodor Sternenberg
Johann Theodor Melchior Sternenberg (* 21. August 1783 in Schwelm; † 10. September 1852 ebenda) war ein deutscher Kaufmann und Politiker.
Sternenberg, der evangelisch-lutherischer Konfession war, war Kaufmann in Schwelm. Er war dort Mitinhaber der Weberei Theodor & Konstanz Sternenberg.
Sternenberg war Bürgermeister von Schwelm. 1830/31 und 1841 gehörte er für den Stand der Städte, den Wahlbezirk Mark für die Städte Schwelm, Hagen und Altena dem Provinziallandtag der Provinz Westfalen an. 1847 war er Mitglied des ersten und 1848 des zweiten Vereinigten Landtags in Berlin.